# In Like Flynn
Pour plus de détails, voir Fiche technique et Distribution.
In Like Flynn est un film australien réalisé par Russell Mulcahy, sorti en 2018. Il s'agit d'un film d'aventures en partie biographique sur l'acteur australien Errol Flynn, inspiré de son roman semi-autobiographique Beam Ends publié en 1937.

## Synopsis
Dans les années 1930, bien avant de devenir un célèbre acteur, Errol Flynn est un aventurier. Il part en Papouasie-Nouvelle-Guinée pour servir de guide à un producteur d'Hollywood. Il y découvre, sur le cadavre d'un orpailleur une mystérieuse carte. Errol pense qu'elle indique une importante réserve d'or. De retour à Sydney, il monte une équipe pour son expédition : Rex (un ancien bootlegger canadien), le gentleman britannique Dook Adams et le « vieux loup de mer » Charlie. Ils prennent ensuite la mer à bord du Sirocco, un bateau volé à des trafiquants d'opium chinois. Les quatre hommes voyagent le long de la côté est de l'Australie, où ils rencontrent de nombreux obstacles. De plus, les trafiquants veulent récupérer leur navire et surtout sa précieuse cargaison,.

## Fiche technique
Sauf indication contraire, les informations mentionnées dans cette section peuvent être confirmées par la base de données cinématographiques IMDb,  présente dans la section « Liens externes ».
- Titre : In Like Flynn
- Réalisation : Russell Mulcahy
- Scénario : Marc Furmie, Steve M. Albert, Luke Flynn et Corey Large, d'après le roman semi-autobiographique Beam Ends d'Errol Flynn
- Direction artistique : John Higgins
- Décors : Nicholas McCallum
- Costumes : Glenn T
- Photographie : Peter Holland
- Montage : Rodrigo Balart
- Musique : David Hirschfelder
- Production : Corey Large et James M. Vernon

Producteurs délégués : Felipe Dieppa, Luke Flynn, Joan LeSeur, Andreas Olavarria, Gary Ousdahl et Todd Slater
- Sociétés de production : 308 Ent et ILF AU Productions
- Sociétés de distribution : Blue Fox Entertainment (États-Unis), Umbrella Entertainment (Australie)
- Budget : 12 millions de dollars américains
- Pays d'origine :  Australie
- Langue originale : anglais
- Format : couleur - 35 mm
- Genre : Aventure, action et biopic
- Durée : 106 minutes
- Dates de sortie[4] :
  -  Australie : 11 octobre 2018
  -  États-Unis : 27 décembre 2019

## Distribution
- Thomas Cocquerel (en) : Errol Flynn
- Corey William Large (en) Rex
- William Moseley : Dook Adams
- Clive Standen : Charlie
- Callan Mulvey : Johnson
- David Wenham : Christian Travers
- David Hennessey : Rudolph
- Isabel Lucas : Rose
- Nathalie Kelley : Zaca
- Grace Huang : Achun
- Costas Mandylor : Vassilis
- Lochlyn Munro : Ronald
- Dan Fogler : Joel Schwartz
- Nathan Jones : « The Mountain »
- Raoul Craemer : Michael Curtiz

## Production
Le scénario du film s'inspire de l'autobiographie d'Errol Flynn, Beam Ends publiée en 1937 et contenant de nombreux passages romancés (publié en Franc en 2003, sous le titre Princes de la bourlingue). Son petit-fils, Luke Flynn, participe à l'écriture et à la production du film.
Le tournage débute en mai 2007, dans l'État australien du Queensland, principalement sur la Gold Coast. L'équipe tourne également au mont Tamborine,,

## Accueil
Sur l'agrégateur américain Rotten Tomatoes, il récolte 48% d'opinions favorables pour 21 critiques et une note moyenne de 5,18⁄10 de la presse. Sur Metacritic, il obtient une note moyenne de 66⁄100 pour 6 critiques.
Sur le site francophone international Le Petit Journal, Séverine Gasq écrit notamment « Errol Flynn nous est présenté moins comme l'homme avant la légende, que comme une légende avant la légende. C’est divertissant, mais il est difficile de savoir à qui s’adresse le film. Pensé comme une sorte de film d’Errol Flynn version 2018, il ne parvient ni à étancher la curiosité des cinéphiles, ni à offrir un film d’aventure qui se suffit à lui-même. Les amateurs de la star auraient pu espérer en apprendre davantage sur la vérité derrière le mythe, tandis que les spectateurs non-avertis auront du mal à trouver leur compte dans cette histoire d’aventurier qui donne une impression de déjà-vu ».

## Commentaire
Le titre du film In Like Flynn désigne « l'amour à la Flynn ». L'expression « In like Flynn » était synonyme de succès amoureux, l'acteur étant célèbre pour son tempérament d'« homme à femmes », entretenant une image de séducteur prodigue tout au long de sa vie.